# Мэтьюс, Кеннет
Кеннет Джозеф Мэтьюс (англ. Kenneth Joseph Matthews; 21 июня 1934, Бирмингем, Уорикшир — 2 июня 2019, Рексем) — британский легкоатлет (спортивная ходьба), чемпион Европы, чемпион Олимпийских игр 1964 года в Токио, участник двух Олимпиад, член ордена Британской империи, олимпийский рекордсмен.

## Биография
В 1959 году стал чемпионом Британской ассоциации спортивной ходьбы на дистанциях 2, 7 и 10 миль. Этот успех (победу на трёх дистанциях) он повторил в 1961, 1963 и 1964 годах.
На летних Олимпийских играх 1960 года в Риме Мэтьюс представлял свою страну в ходьбе на 20 км. Он не рассчитал силы по ходу соревнований и потому был вынужден сойти с дистанции.
На следующей летней Олимпиаде в Токио Мэтьюс снова выступал в той же дисциплине, но гораздо успешнее. Он финишировал первым с олимпийским рекордом (1-29:34,0), опередив Дитера Линдера (1-31:13,2) из объединённой команды Германии, и советского ходока Владимира Голубничего (1-31:59,4).
Мэтьюс работал электриком на электростанции Хэмс-Холл. Он оказался единственным британским олимпийским чемпионом в Токио, который не был удостоен Ордена Британской империи в конце года. Спортивная общественность начала кампанию по исправлению этого положения, которая увенчалась успехом в 1978 году, через 14 лет после того, как Мэтьюс стал олимпийским чемпионом.